# Liste der Untersuchungsausschüsse des Sächsischen Landtags
Die Liste der Untersuchungsausschüsse des Sächsischen Landtags erfasst sämtliche Untersuchungsausschüsse, die der Sächsische Landtag seit 1990 gebildet hat.
Gegliedert nach Legislaturperioden, werden der jeweilige Ausschuss namentlich benannt, sein Untersuchungsauftrag erwähnt und der Zeitraum seiner Zusammenkünfte aufgelistet. Abgesehen von der 1. Wahlperiode, werden im Landtag von Sachsen die Untersuchungsausschüsse grundsätzlich in jeder Wahlperiode nummeriert, beispielsweise 1. Untersuchungsausschuss und 2. Untersuchungsausschuss. Zudem gab es einen Sonderausschuss, der nach dem „Gesetz um die Rechtsstellung und Befugnisse des Sonderausschusses zur Untersuchung von Amts- und Machtmissbrauch infolge der SED-Herrschaft als Untersuchungsausschuß“ die Möglichkeit hatte, sich als Untersuchungsausschuss zu konstituieren.

## 1. Wahlperiode (1990–1994)
- Untersuchungsausschuss „Arbeitsfähigkeit des Sächsischen Landtages“ (1991–1992)
- Untersuchungsausschuss „Sonderausschuß zur Untersuchung von Amts- und Machtmißbrauch infolge der SED-Herrschaft“ (1992–1994)
- 2. Untersuchungsausschuss „Personalüberprüfung der Staatsregierung“ (1993–1994)

## 2. Wahlperiode (1994–1999)
- 1. Untersuchungsausschuss „Förderung der Milchwirtschaft durch die Staatsregierung“ (1995–1997)
- 2. Untersuchungsausschuss „Zweckverband Beilrode-Arzberg“ (1996–1999)
- 3. Untersuchungsausschuss „Amtsführung des Staatsministers für Wissenschaft und Kunst“ (1998–1999)

## 3. Wahlperiode (1999–2004)
- 1. Untersuchungsausschuss „Paunsdorf-Affäre“ (= sog. Paunsdorf-Untersuchungsausschuss) (2000–2004)
- 2. Untersuchungsausschuss „Sachsenring-Affäre“ (= sog. Sachsenring-Untersuchungsausschuss) (2000–2004)

## 4. Wahlperiode (2004–2009)
- 1. Untersuchungsausschuss „Sachsen LB“ (2005–2009)
- 2. Untersuchungsausschuss „Kriminelle und korruptive Netzwerke in Sachsen“ (= sog. Sachsensumpf-Ausschuss) (2007–2009)

## 5. Wahlperiode (2009–2014)
- 1. Untersuchungsausschuss „Abfall-Missstands-Enquete“ (= sog. Müll-Ausschuss) (2010–2014)
- 2. Untersuchungsausschuss „Kriminelle und korruptive Netzwerke in Sachsen“ (= sog. Sachsensumpf-Ausschuss) (2010–2014)
- 3. Untersuchungsausschuss „Neonazistische Terrornetzwerke in Sachsen“ (2012–2014)

## 6. Wahlperiode (2014–2019)
- 1. Untersuchungsausschuss „Neonazistische Terrornetzwerke in Sachsen“ (seit Mai 2015)

## 7. Wahlperiode (2019–2024)
- 1. Untersuchungsausschuss „Verstrickungen der Staatsregierung in die 'qualifiziert rechtswidrige' Kürzung der AfD-Landesliste“
- 2. Untersuchungsausschuss „Mutmaßlich rechtswidrige Förderpraxis bei Asyl- und Integrationsmaßnahmen“

## 8. Wahlperiode (seit 2024)
- 1. Untersuchungsausschuss „Untersuchung der Krisenpolitik der Staatsregierung im Zusammenhang mit SARS-CoV-2 und COVID-19“ auf Antrag der AfD-Fraktion[15][16]